# 알렉산드르 독투리시빌리
알렉산드르 키시바로비치 독투리시빌리(우즈베크어: Aleksandr Kishvarovich Dokturashvili, 러시아어: Александр Кишвардович Доктуришвили) 또는 알레크산드레 키슈바르디스 제 도흐투리슈빌리(조지아어: ალექსანდრე ქიშვარდის ძე დოხტურიშვილი, 1980년 5월 22일~)는 조지아 태생 우즈베키스탄의 레슬링 선수이다. 2004년 하계 올림픽 남자 그레코로만형 웰터급에서 금메달을 획득하였다.